# Caleidociclo
Il  caleidociclo è un anello tridimensionale composto da tetraedri con la peculiare caratteristica di avere cerniere flessibili che ne consentono il continuo ribaltamento verso l'interno. Il termine "caleidociclo" deriva dall'unione dalle parole greche "kalós" (bello), "eîdos" (figura) e "kŷklos" (anello).

Esempio di caleidociclo nel quale tutti i lati sono triangoli scaleni

Esperimenti pratici hanno determinato che sei è il numero minimo di tetraedri necessari a comporre un caleidociclo.
Oltre all'interesse matematico questi solidi hanno acceso l'interesse artistico, prestandosi, una volta decorati, alla realizzazione di oggetti mutevoli. Antesignano in tali esercizi, è stato l'artista olandese Maurits Cornelis Escher che ha sfruttato la ciclicità di alcuni suoi lavori tentando di riprodurli su oggetti geometrici solidi volendo ottenere la continuità assoluta. Tali tentativi sono stati coronati da successo solo dopo la morte dell'artista, con la scoperta delle proprietà dei caleidocicli.